# Cera perdida

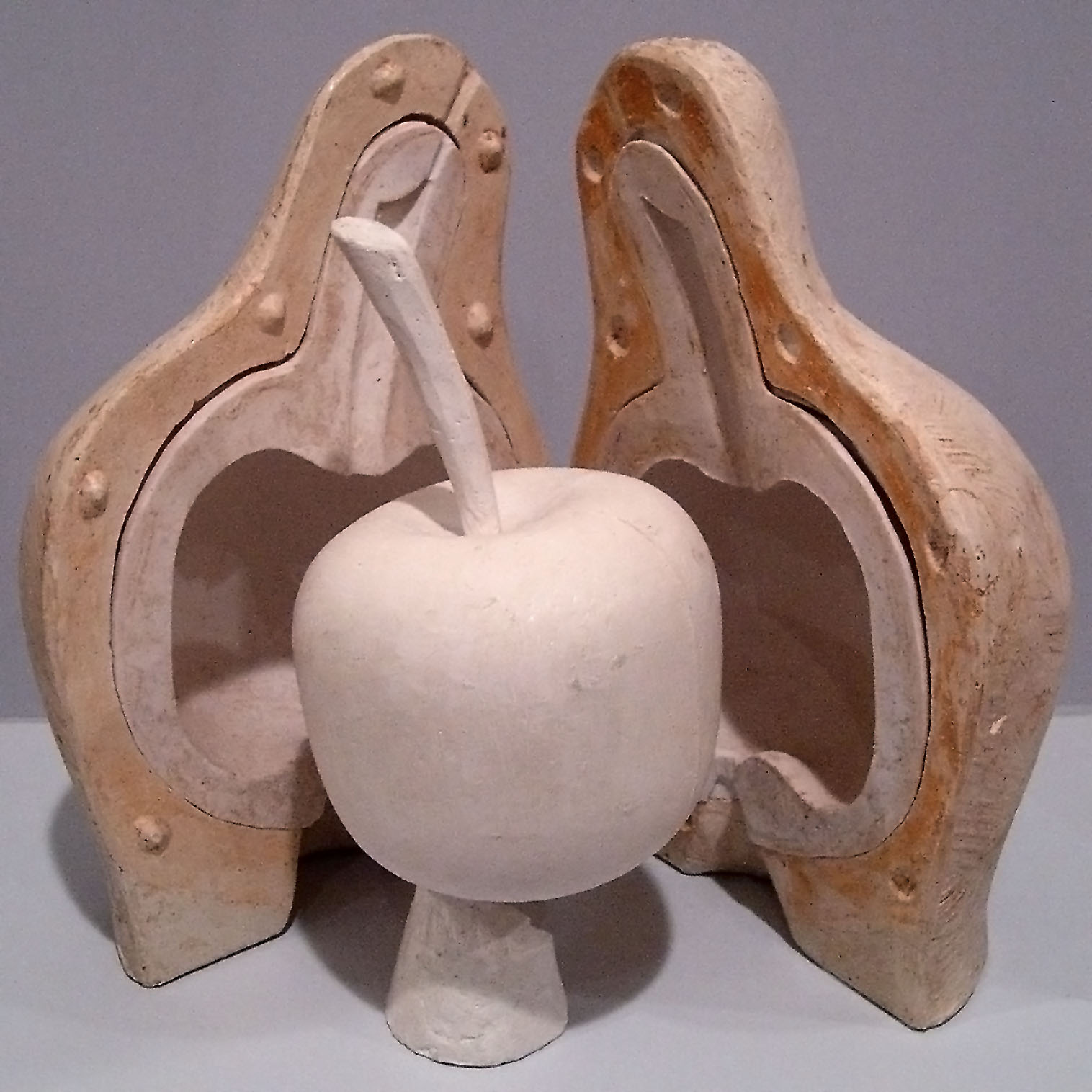
Exemplo de molde de cera perdida

Cera perdida ou microfundição é um método de escultura de peças metálicas por moldagem. Consiste em fazer um modelo em cera que é revestido com refratário para formar um molde e então aquecido até a cera derreter e sair do molde. Na sequência, se derrama o metal líquido no molde vazio. O exemplar mais conhecido de peça produzida por esse método é um amuleto do Calcolítico de 6 000 anos encontrado em Mergar, no Paquistão.
Embora o processo hoje possa variar, as etapas utilizadas para criar esculturas pequenas em bronze é sobretudo estandardizada (no uso industrial atual, adquiriu o nome de fundição por investimento). Variações do processo incluem: molde perdido, que utiliza outros materiais além da cera (resina, tecido, sebo, alcatrão); e processo de perda de cera (ou fundição por perda de molde), pois o molde é destruído para remover o item moldado.

## Uso têxtil
No processo, a cera e o tecido são trocados pelo metal no processo de fundição, em que o reforço de tecido permite um modelo mais fino, e assim reduz a quantidade de metal expandido no molde. Evidência desse processo é visto pelo relevo têxtil no verso em objetos e é às vezes referido como "cera perdida, tecido perdido". Esse relevo têxtil é visível em ornamentos de ouro de moldes sepulcrais no sul da Sibéria das antigas tribos equestres, tal como o distintivo grupo de placas de ouro no Museu Hermitage, São Petersburgo. Ela pode ter sua origem no Extremo Oriente, como indicado por alguns exemplos Han, e a fivela de bronze e placas de metal encontradas no cemitério Xiongnu em Xigou. Até pode ter sido usada para fazer alguns broches ovais da Era Viquingue, indicado por vários exemplares como os de Castletown, Escócia.

## Evidência arqueológica

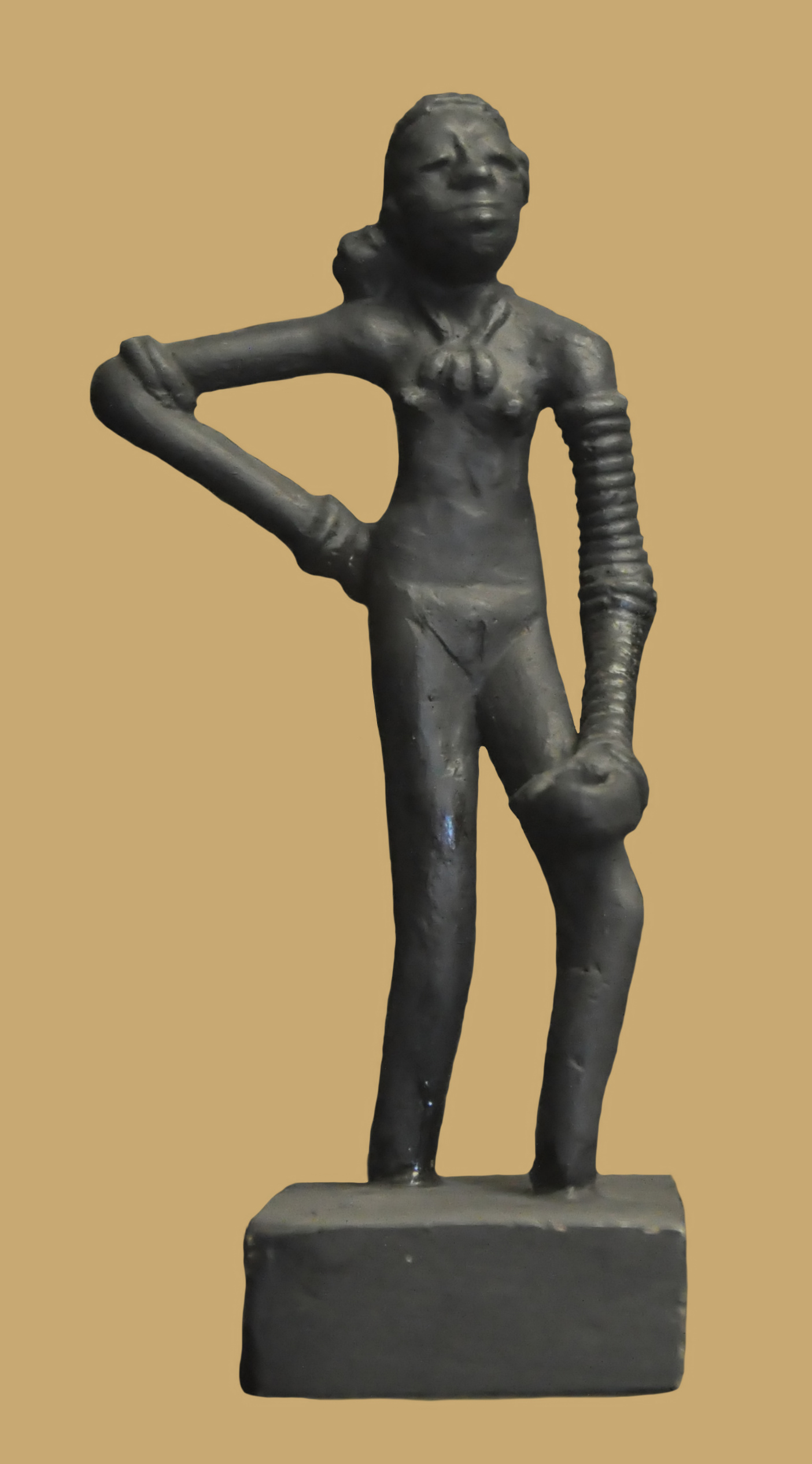
Garota Dançarina de Moenjodaro

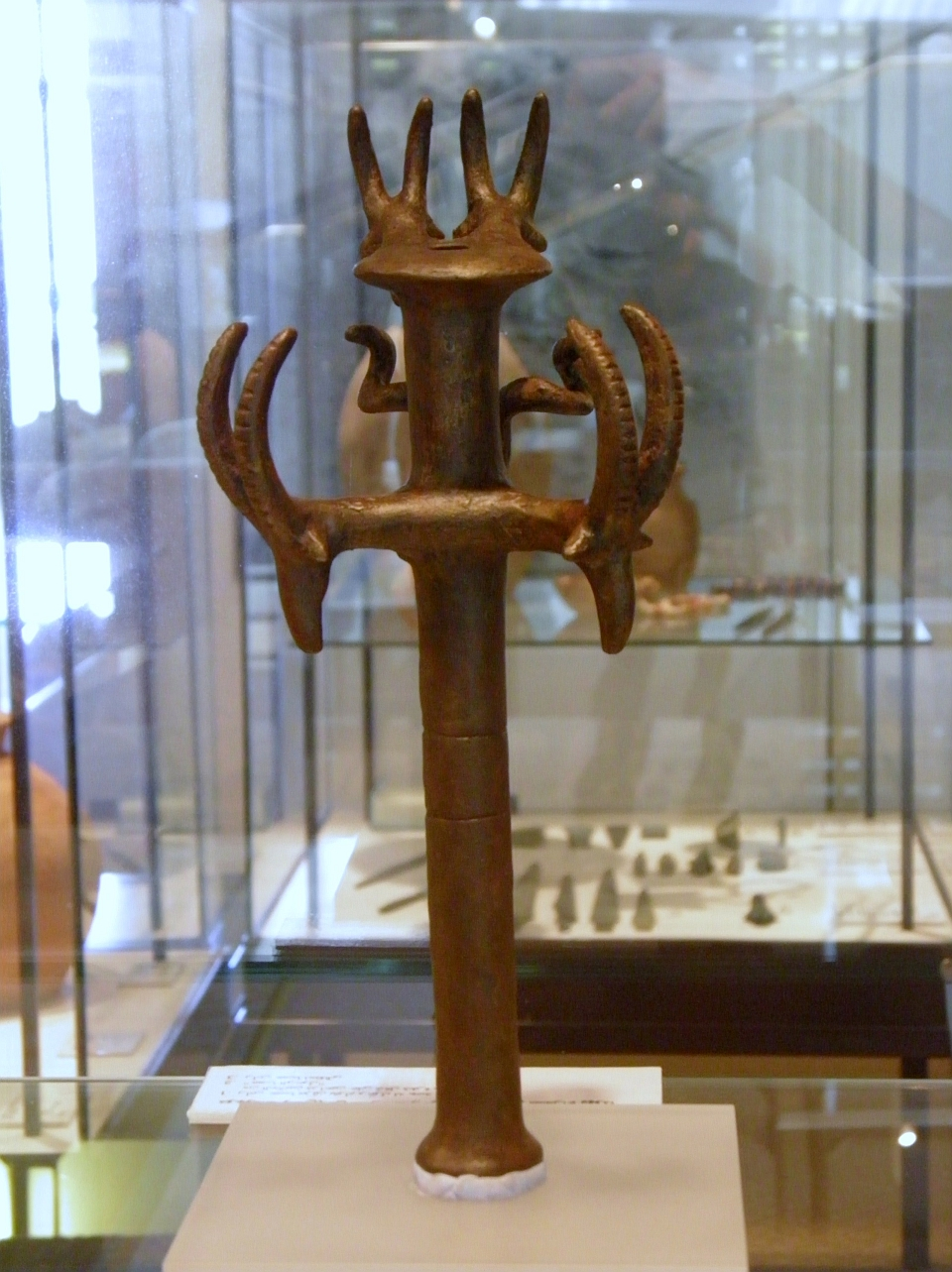
Réplica do cetro de bronze do rio Mismar

### Ásia Meridional
O mais antigo exemplar da técnica provém de um amuleto de cobre moldado em roda de 6 000 anos encontrado em Mergar, Paquistão. A fundição da Civilização do vale do Indo começou cerca de 3 500 a.C. na área de Moenjodaro e produziu um dos mais antigos exemplares, uma figurinha indiana em bronze chamada de Garota Dançarina que é datada de quase 5 000 anos. Outros incluem o búfalo, touro e cachorro encontrados em Moenjodaro e Harapa, duas figuras em cobre de Lotal no distrito de Amedabade de Guzerate  e provavelmente um carrinho coberto com as rodas faltando e um carrinho completo com um condutor encontrado em Chanhundaro.
Do período pós-harapano, tesouros de implementos de cobre e bronze feitos com cera perdida são conhecidos de Utar Pradexe, Biar, Madia Pradexe, Orissa, Andra Pradexe e Bengala Ocidental. Ornamentos de ouro e cobre, aparentemente em estilo helenístico, foram achados nas ruínas em Sircape. Um exemplar dessa arte indo-grega data do século I a.C., a figurinha juvenil de Harpócrates escavada em Taxila. Ícones de bronze foram produzidos durante os séculos III-IV, tal como a imagem de Buda em Amaravati e as imagens de Rama e Escanda no distrito de Guntur de Andra Pradexe. Outras duas imagens de bronze de Parsvanata e um pequeno touro oco de Saribalol, em Gandara, e um Tirtancara de pé (século II-III) de Chausa em Biar também podem ser citados. Outras figuras e imagens notáveis foram achadas em Rupar, Matura (em Utar Pradexe) e Bramapura em Maarastra.
Figuras de bronze guptas e pós-guptas foram achados nos seguintes sítios: Saranate, Mirpur Cas (no Paquistão), Sirpur (distrito de Raipur), Balaigate (próximo de Maastangar em Bangladexe), Acota (próximo de Vadodara, Guzerate), Vasantagade, Chatari, Barmer e Chambi (no Rajastão). A produção de imagens pelo processo de cera perdida alcançou seu pico de 750 a 1100, e ainda permaneceu prevalente no sul da Índia entre 1500 e 1850. A técnica foi usada por toda a Índia, bem como nos países vizinhos no Nepal, Tibete, Ceilão, Birmânia e Tailândia.

### Oriente Médio
Alguns dos mais antigos exemplos da técnica de cera perdida são objetos descobertos no tesouro da Caverna do Tesouro (rio Mismar) no sul de Israel, e que pertence ao Calcolítico (4500  3500 a.C.). Estudos com Carbono 14 estimam que os itens foram produzidos antes de 3 500 a.C., o que os faz ter mais de 5 500 anos.
Na Mesopotâmia, de ca. 3 500–2 750 a.C., a técnica foi usada em pequena escala, mas mais tarde foi utilizada em larga escala para estátuas de cobre e bronze. Um dos mais antigos exemplares é uma pequeno pingente de leão de Uruque IV. Metalúrgicos sumérios praticaram essa técnica desde aproximadamente ca. 3 500–3 200 a.C.. Exemplares muito tardios do nordeste da Mesopotâmia/Anatólia incluem o Grande Túmulo em Górdio (final do século VIII a.C.), bem como outros tipos Acessórios de caldeirão urartianos.

### Egito
Os egípcios utilizaram-a desde meados do III milênio a.C., como é possível atestar em braceletes e jóias de ouro da Época Tinita. Bicos inseridos para jarros (vasos d'água de cobre) da IV dinastia (Reino Antigo) foram feitas com esse método. Fundições vazias, como a estatueta do Louvre de Faium, apareceram durante o Reino Médio, seguidas por estatuetas sólidas (como a mãe de cócoras e lactante no Brooklyn) do Segundo Período Intermediário/Reino Novo Inicial. O molde oco das estátuas é representado no Reino Novo pela estátua ajoelhada de Tutemés IV (Museu Britânico, Londres) e o fragmento principal de Ramessés V (Museu Fitzwilliam, Cambrígia). Fundições vazias tornam-se mais detalhadas e continuam na XVIII dinastia, mostrado pela figura ajoelhada de bronze preto de Tutancâmon (Museu de Arqueologia e Antropologia da Universidade da Pensilvânia).  Cera perdida é usada durante a Época Baixa e períodos Greco-Romano quando figuras de divindades foram fundidas para devoção pessoal oferendas votivas em templos. Alças em forma de mulheres nuas em espelhos de bronze também foram moldadas pelo processo de cera perdida.

### Mediterrâneo

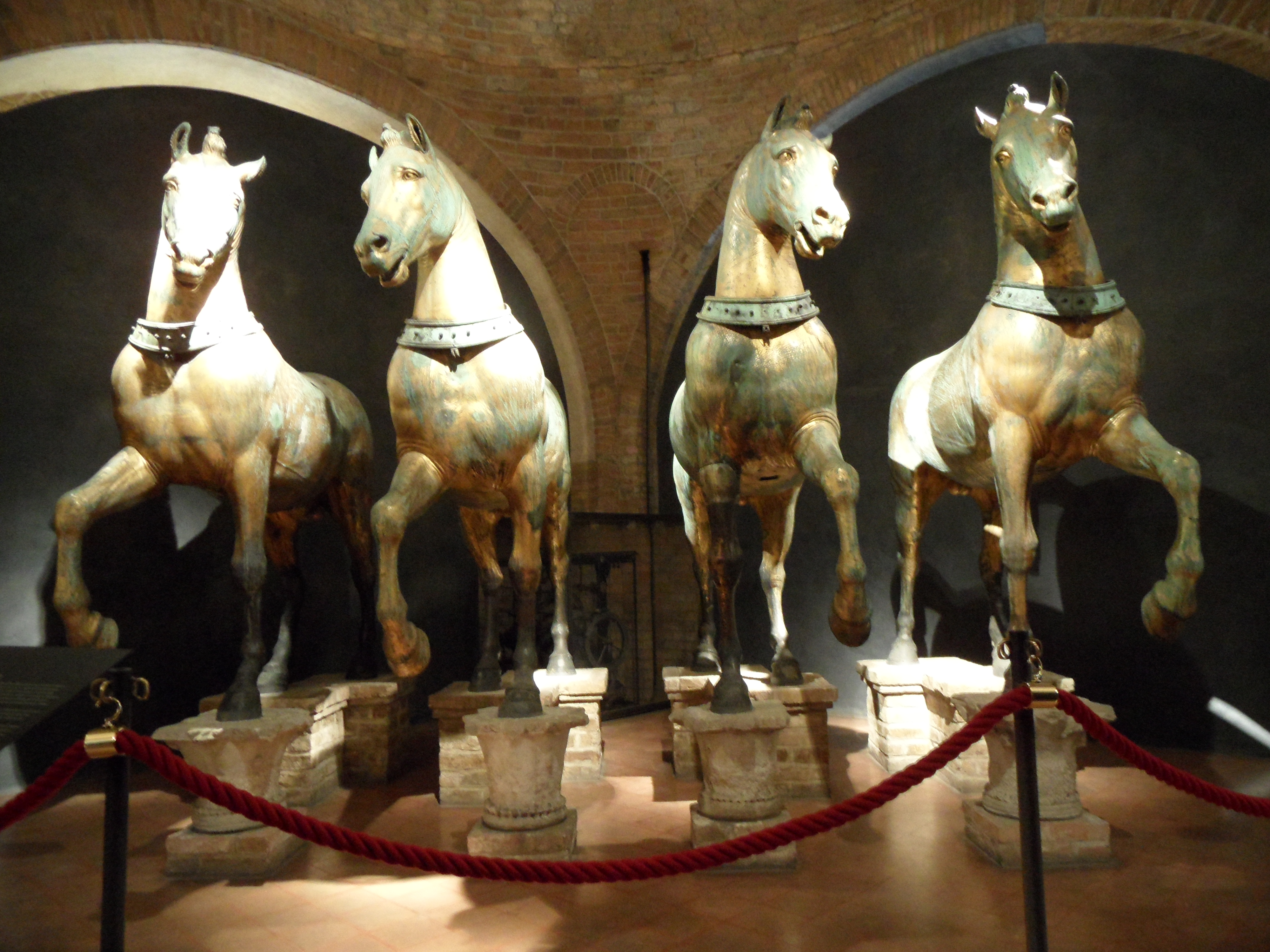
Cavalos de São Marcos

A técnica era conhecida no mar Egeu durante a Idade do Bronze, particularmente no II milênio a.C.. Imitações diretas e derivações locais de figurinhas siro-palestinas, orientais e cipriotas são encontradas na Sardenha do Bronze Tardio, com uma produção local de figurinhas do século XI ao X a.C.. Alguns sítios do Bronze Tardio no Chipre produziram figurinhas em bronze de homens e animais, uma delas a figura masculina encontrada em Encomi. 3 objetos do Chipre (uma borda de ânforas, um tripé da haste e um tripé fundido) mantidos no Museu Metropolitano de Arte em Nova Iorque foram feitos com a técnica entre os séculos XIII e XII a.C.. As sepulturas de cremação (sobretudo nos séculos VIII-VII a.C., mas continuando até o início do IV d.C.) da necrópole de Paularo (Alpes Orientais Italianos) continham fíbulas, pingentes e outros objetos de cobre feitos em tal técnica. Também há exemplos etruscos, como a alça de bronze antropomórfica da coleção Bocchi (Museu Arqueológico Nacional de Adria), datados dos séculos VI e V a.C.; há várias alças na coleção, bem como alguns vasos de bronze encontrados em Adria (Rovigo). Os melhores itens conhecidos do mundo clássico produzidos com cera perdida incluem o Garoto Orante de ca. 300 a.C. (no Museu de Berlim) e a estátua de Hera de Vulcos (Etrúria), que, como muitas estátuas, foi fundida em várias partes que foram então unidas. Outros exemplares anteriores que mostram essa união de peças fundidas separadamente incluem uma cabeça de bronze de Apolo Chatsworth e a cabeça de bronze de Afrodite de Satala (Turquia) do Museu Britânico. Bronzes geométricos como os quatro cavalos de cobre de São Marcos (Veneza, provavelmente do século II) são outros exemplos de estátuas produzidas em partes.

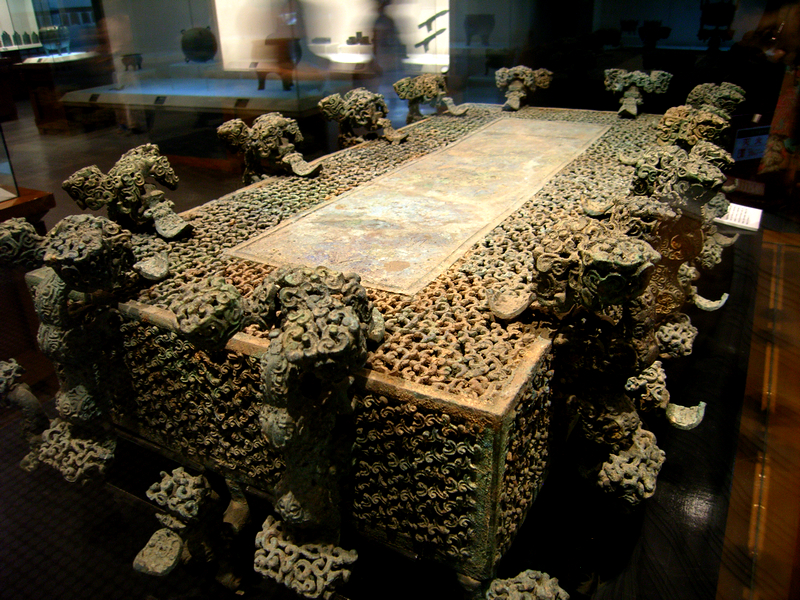
Mesa para vasos cerimoniais, escavada na tumba do rei Zuangue de Zou

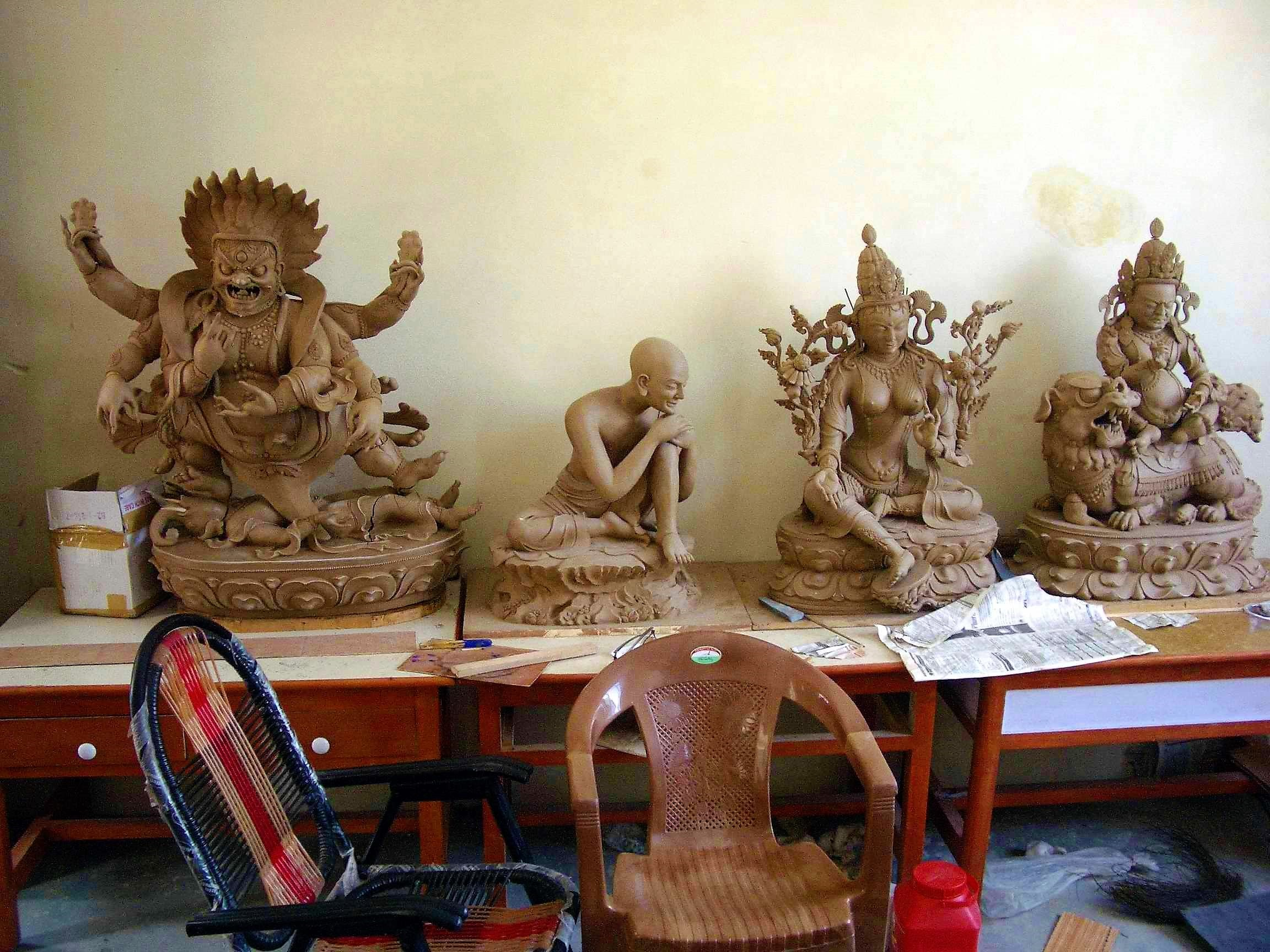
Estátuas de bronze do novo mosteiro tibetano próximo a Culu, na Índia

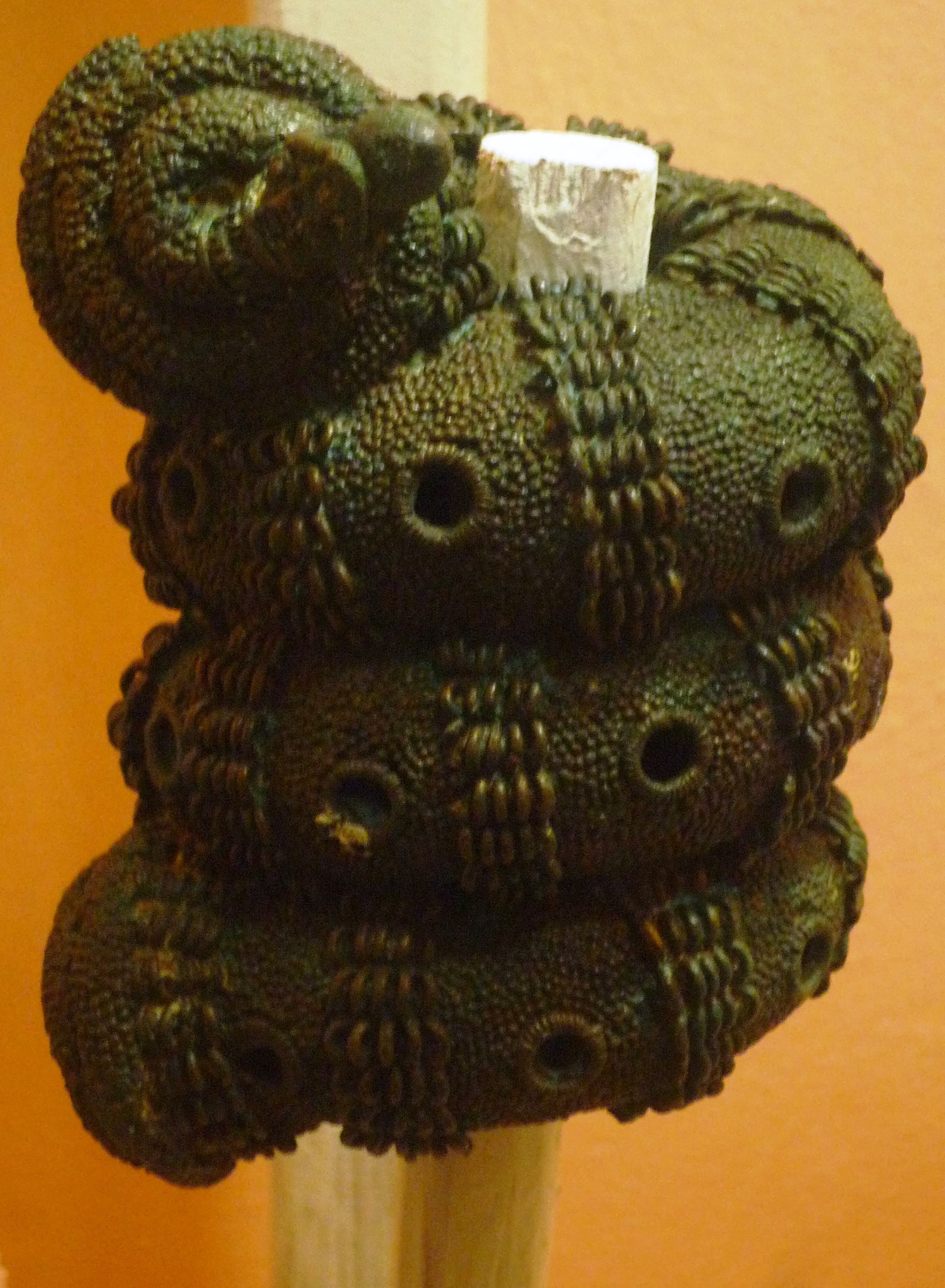
Cobra em bronze de Ibo-Ucu

### Ásia Oriental
Há grande variedade de usos da cera perdida na Ásia Oriental. A fundição de bronze nas Dinastias Shang e Zou (ca.  1500–250 a.C.) foi comumente assumida como tendo sido feita com cera perdida, mas mais investigações revelaram que a técnica de moldagem era a principal técnica usada para manufatura de vasos de bronze na China. A cera perdida não aparece no norte da China até o século VI a.C.. A cera perdida é conhecida como rogata em japonês e remonta ao período Iaioi, ca. 200 a.C.. A mais famosa peça feita com essa técnica é a imagem de Buda Vairocana no templo do mosteiro de Todaiji em Nara, produzido em seções entre 743 e 749, alegadamente usando sete toneladas de cera.

### Sudeste Asiático
Os habitantes de Ban Na Di usaram a cera perdida de ca. 1 200 a.C. até 200 d.C. para fabricar pulseiras e essa técnica é característica do norte da Tailândia. Algumas das pulseiras de Ban Na Di revelam uma substância cinza escura entre o núcleo de argila e o metal, que numa análise química se constatou ser uma forma não refinada de cera de inseto. É provável que itens decorativos, como anéis e braceletes, foram feitos com cera perdida em Non Nok Tha e Ban Chiang. Há paralelos tecnológicos e materiais entre o norte da Tailândia e o Vietnã em relação à cera perdida. Os sítios exibem artefatos feitos com cera perdida no Vietnã, como os tambores da Cultura de Dong Son e uma foice e uma figura de um indivíduo sentado de Go Mun (próximo de Phung Nguyen, em Tonquim), datando da fase Go Mun (fim do Período Geral B até o século VII a.C.) da Cultura de Phung Nguyen.

### Norte da Europa
Os ganchos de carne de Dunaverney (1050–910 a.C.) e Little Thetford (1000–701 a.C.) foram feitos com cera perdida. Aquele de Little Thetford, em particular, foi manufaturado com o emprego de métodos de construção distintivos. O intrincado Castiçal de Gloucester (1104–1113) foi feito como um modelo de cera de peça única e em seguida foi usado complexo sistema de válvulas e aberturas antes de ser investido em um molde.

### África Ocidental
Bronzes fundidos foram produzidos na África Ocidental no século IX na Ibolândia (Ibo-Ucu) e no século XII na Iorubalândia (Ifé), ambas na Nigéria, e no século XV no Reino do Benim. Alguns retratam restos de cabeças.

### América Latina
A técnica foi desenvolvida por povos da Nicarágua, Costa Rica, Panamá, Colômbia, noroeste da Venezuela, América andina e a porção oeste da América do Sul. Com essa técnica se criou parte da típica cerâmica em ouro da região e delicados ornamentos cerâmicos, como os ornamentos para alças. O processo foi empregado desde tempos pré-hispânicos nas zonas culturais dos muíscas e zenús na Colômbia. Dois moldes em cera perdida, um completo e um parcialmente quebrado, foram achados num túmulo de poço e câmara na vereda de Povo Tapado no município de Montenegro (departamento de Quindio) e foram datados grosseiramente do período pré-colombiano. A técnica não apareceu no México até o século X e foi depois usada no México Ocidental para produção de ampla gama de formas de sino.

## História literária

### Evidência indireta

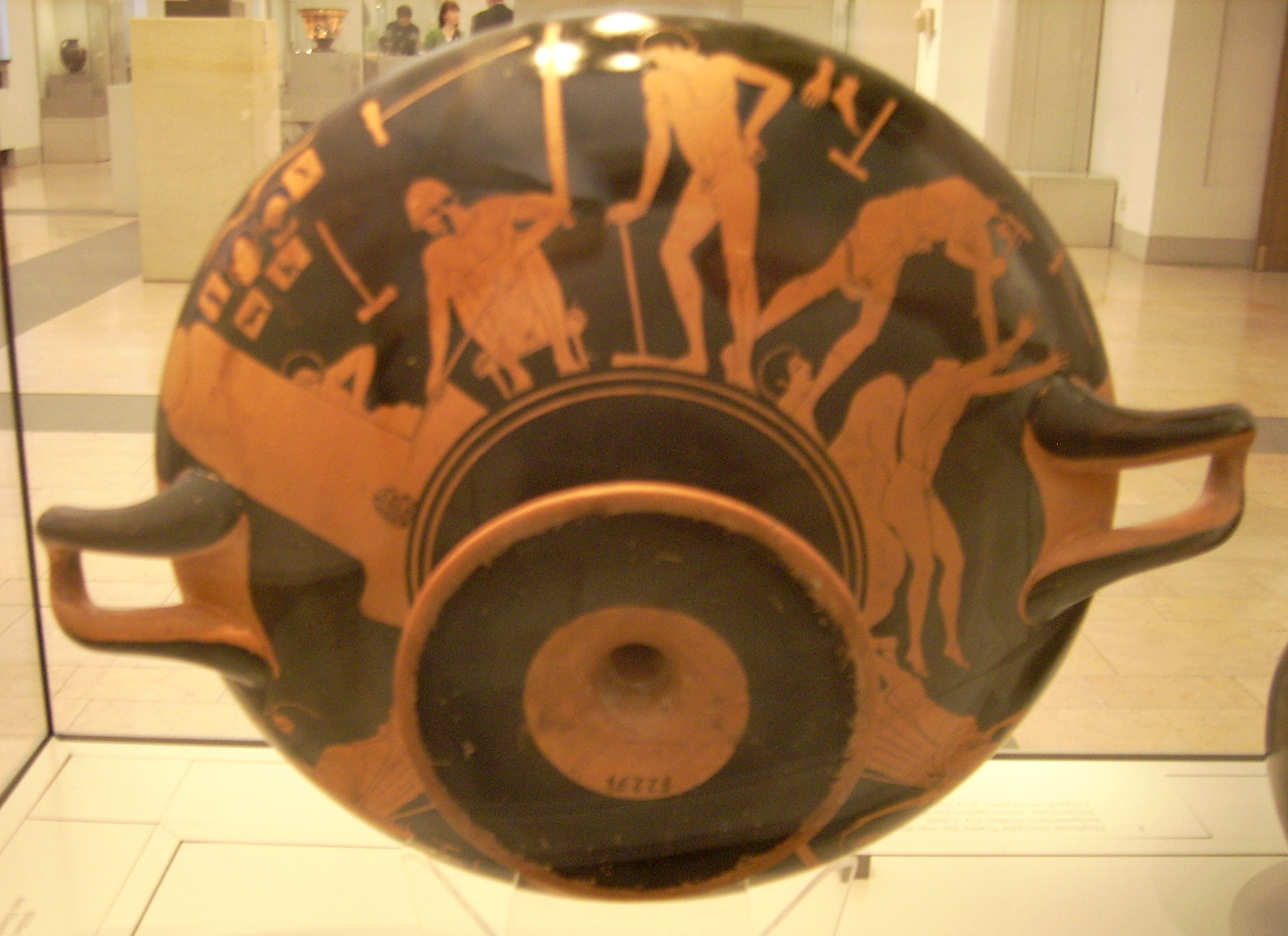
Taça da Fundição de Berlim

Algumas obras literárias antigas aludem à técnica. Columela, um escritor romano do século I, cita o processamento de cera de colmeia no Da Coisa Rústica, talvez para fundição, como faz Plínio, o Velho, que detalha sofisticado processo para fazer cera púnica. Uma inscrição grega se refere ao pagamento de artesãos por seu trabalho no Erecteu em Atenas (408/407–407/406 a.C.). Os modeladores de argila podem usar moldes de argila para fazer negativos de terracota para fundição ou produção de positivos de cera. Plínio pôs Zenodoro como um artista bem-reputado que produzia estátuas de bronze e descreve Lisístrato de Sicião, que usava moldes de gesso de rostos para criar moldes de cera usando o processo indireto.
Muitas estátuas ou partes de estátua de bronze na Antiguidade foram fundidas usando-a. Teodoro de Samos é comumente associado com essa técnica. Plínio também cita o uso de chumbo, que é conhecido por ajudar o fluxo de bronze derretido em todas as áreas e partes de moldes complexos. Quintiliano documenta a fundição de estátuas em partes, cujos moldes podem ter sido produzidos com essa técnica. Cenas do começo do século V a.C. na Taça da Fundição de Berlim descreve a criação de estátuas, provavelmente pelo uso indireto da cera perdida.

### Evidência direta

#### Índia

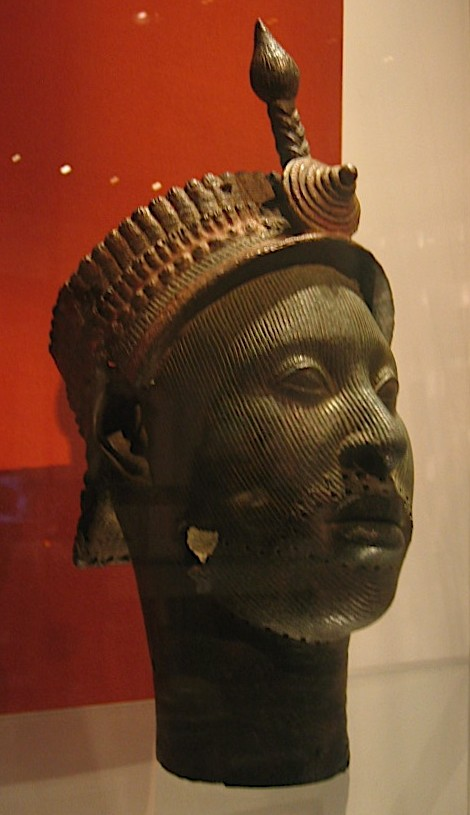
Busto do rei de Ifé. Ca. 1300

O método é bem documentado na fontes literárias indianas antigas. Os Xilpa Xastras, um texto do período gupta (320–550), contem informação detalhada sobre produção de imagens em metal. O Vixenusamita do século V, um apêndice do Vixenu Purana, refere-se indiretamente à modelagem de cera para fazer objetos de metal no capítulo XIV: "se uma imagem é para ser feita de metal, se deve primeiro fazer a cera." O capítulo LXVIII do antigo texto sânscrito Manaxara Xilpa detalha a produção de ídolos em cera e é intitulado Maduchchhista vidhānam ou "método de cera perdida". O Manasolassa (também conhecido como Abilasitarta Chintamani), alegadamente escrito pelo rei Somexevara III do Império Chaluquia Ocidental em 1124-1125, também fornece detalhes sobre a técnica e outros processos de fundição. O tratado do século XVI, o Utarabaga de Xilparatna escrito por Sericumara, do verso 32 ao 52 do capítulo 2 (Linga laquexanam), dá instruções detalhadas de como fazer uma fundição oca.

#### Teófilo Presbítero
Um escritor da Baixa Idade Média Teófilo Presbítero, que se acredita ter sido o monge beneditino e metalúrgico Rogério de Helmarshausen, escreveu um tratado no começo ou meados do século XII que inclui material original e informação copiada de outras fontes, como o Mappae clavicula e Heráclio, De coloribus et artibus Romanorum. Ele fornece procedimentos passo a passo para fazer vários artigos, alguns por vazamento de cera perdida: "O Peito de Cobre e Seu Condutor" (Capítulo 84); "Galetas de Estanho" (Capítulo 88) e "Sinos Fundidos" (Capítulo 85), que exigem o uso de "sebo" em vez de cera; e "O Incensário Fundido". Nos capítulos 86 e 87, Teófilo detalha como dividir a cera em diferentes proporções antes de moldar e fundir para obter pequenos sinos musicais ajustados com precisão. O escultor florentino do século XVI, Benvenuto Cellini, pode ter usado os escritos de Teófilo quando lançou seu Perseu de bronze.

#### América
Um breve relato de 1596 do escritor espanhol Releigh refere-se à fundição asteca.